# Tuimelontkoppeling

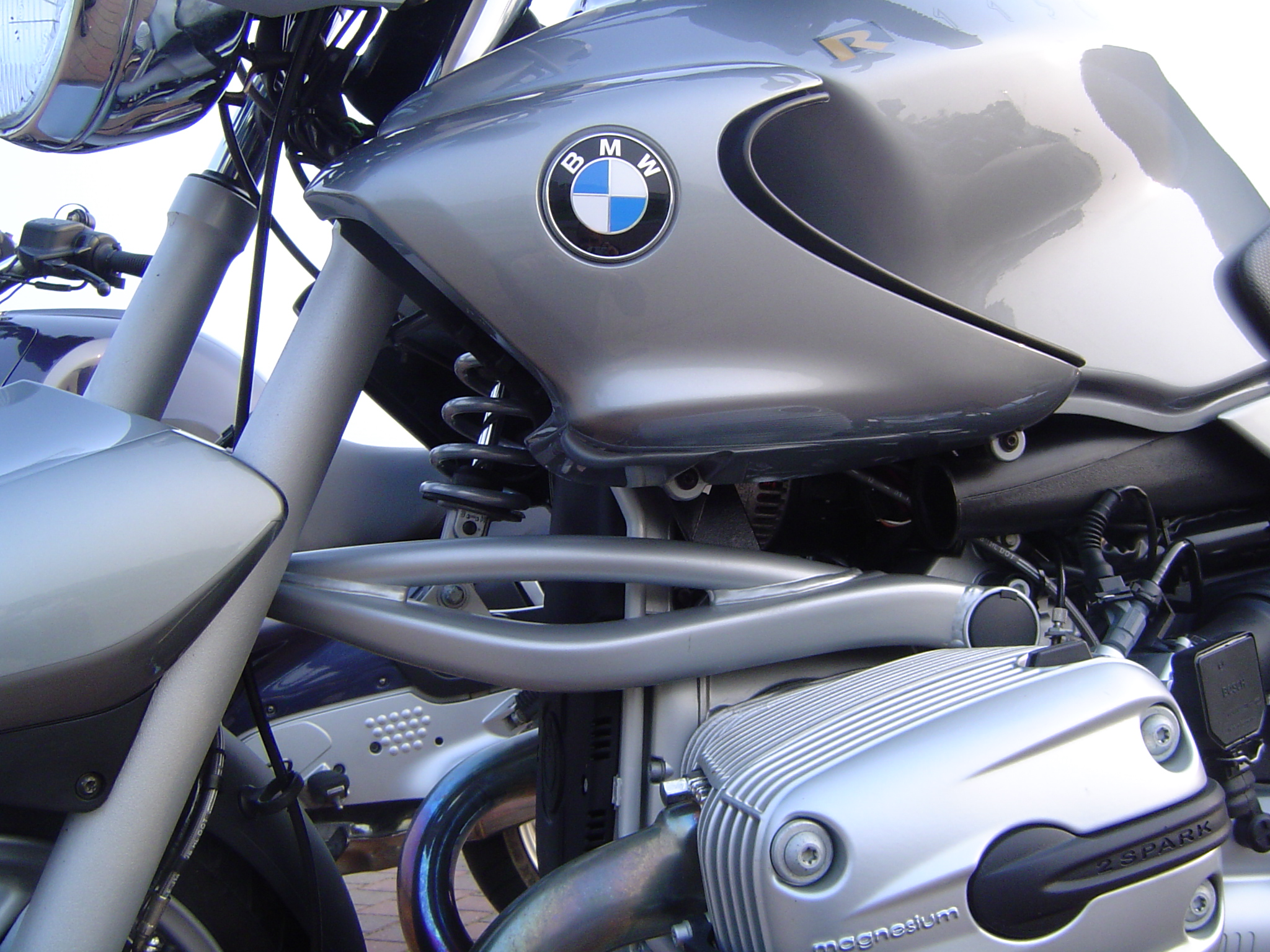
Het telelever-systeem van BMW: de draagarm scharniert in het motorblok en is aan de voorvork bevestigd met de (niet zichtbare) tuimelontkoppeling

De tuimelontkoppeling is een deel van de stuurinrichting van BMW-motorfietsen.
Door de constructie van naafbesturingen en Telelever ontstaat er - ontwerpafhankelijk - een minimaal meedraaien van het stuur bij het in- en uitveren (bump steer). De A-armen van het Teleleversysteem scharnieren in twee tussen vorkplaat en vorkpoten aangebrachte potscharnieren en een beneden liggend kogelscharnier. De positie van scharnieren en lagers verhinderen het ontstaan van een draaibeweging tijdens het in- en uitveren.